# 비정제당

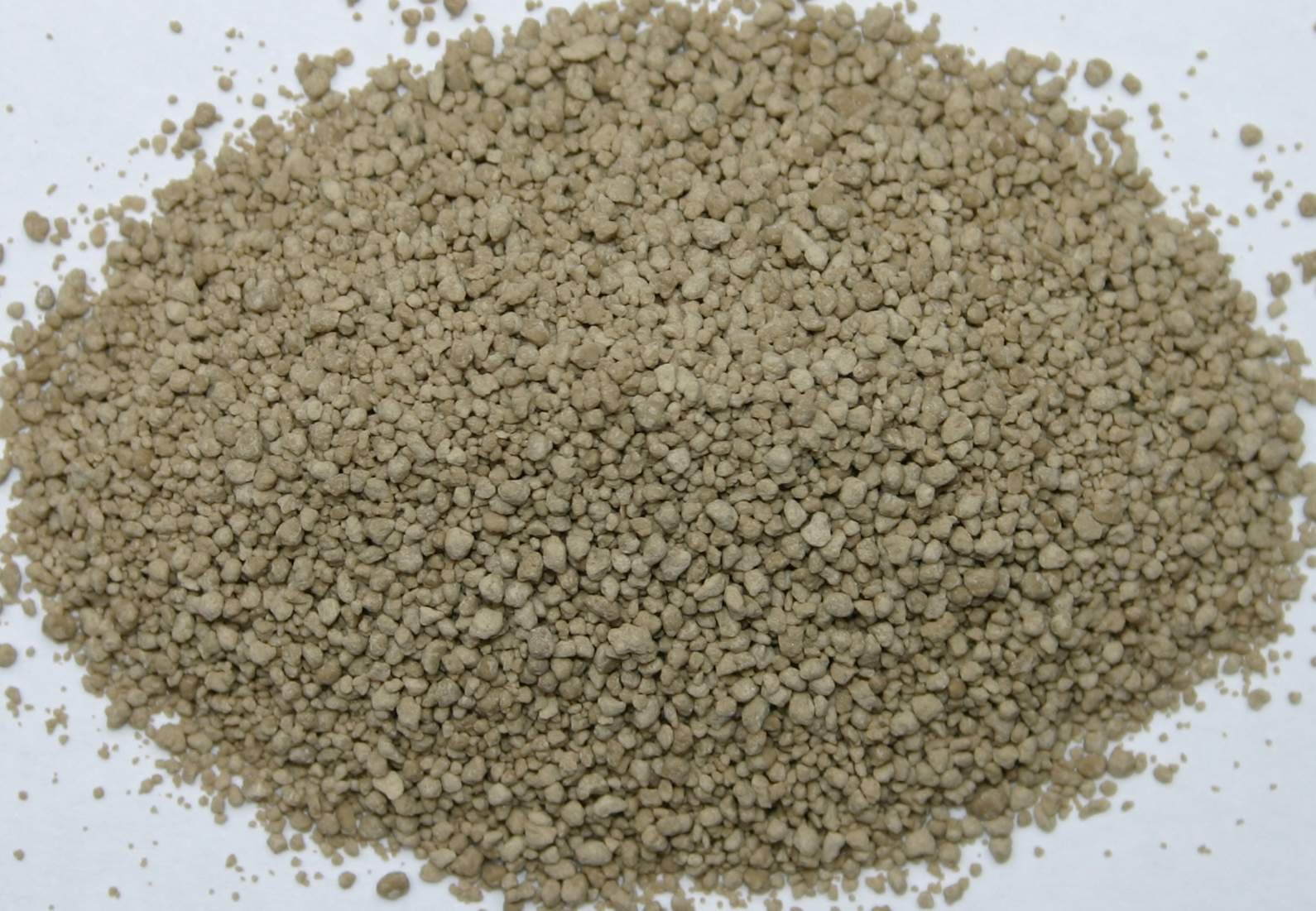
비정제 설탕

비정제당(非精製糖) 또는 비정제 설탕(非精製雪糖)은 정제하지 않은 사탕수수당(사탕수수 설탕)이다. 조당(粗糖) 또는 막설탕으로도 부른다. 사탕수수를 잘게 부숴 얻은 사탕수수 즙을 원심분리 등의 방식으로 정제하지 않으며, 당밀을 분리하지 않거나 일부만 분리해 갈색 또는 황갈색을 띠는 수크로스 당이다. 정제한 백설탕에 당밀을 첨가하여 만든 황설탕·흑설탕과는 구분된다. 정제설탕의 원료가 된다 하여 원당(原糖), 원료당(原料糖)으로도 부른다.
식품규격에 따르면 비정제당은 최소 88%의 수크로스에 전화당 시럽을 포함해야 한다. 시중 황설탕은 전체 부피의 4.5%의 당밀을 포함하고, 흑설탕은 6.5%의 당밀을 포함한다. 무게로 보면, 시중 황설탕은 10%까지 당밀을 포함한다.
비정제당(혹은 천연원당, 사탕수수당)은 사탕수수즙을 증발시킨 모액으로부터 얻을 수 있는 당밀을 포함하는 설탕이다. 무게를 봤을 때, 사탕수수당은 완전히 정제 과정을 거치면 70%의 흰 설탕을 얻을 수 있다. 설탕 결정에 당밀이 얼마나 남아있는지는 원심분리 여부에 따라 결정된다.  비정제당에는 당밀이 더 포함되어 있기 때문에, 비타민, 무기질, 단백질 등을 포함하고 있다. 분밀당은 이름과 특징을 갖는데, 원심 분리기를 많이 거친 경우 터비나도, 데메라라 혹은 원당으로 판매한다. 비정제당 중 가볍게 혹은 정제를 거치지 않은 당들은 더 많은 당밀을 함유하는데 이를 함밀당이라고 하며, 원산지에 따라 국가별로 다양한 이름으로 부른다. 예를 들어 파넬라, 하파두라, 재거리, 머스코바도, 필론시요 등이 그러하다.
비정제당은 생리통을 진정시키는 것에서부터 피부 노화 방지까지 건강에 이롭다고 여겨진다.

## 같이 보기
- 비정제 감미료 목록